# Código de área 814

Código de área 814

814 es un código de área estadounidense de la mancomunidad de Pensilvania, que rige en su zona central y noroccidental, incluyendo las ciudades de Altoona, Bradford, Dubois, Erie, Meadville, Ciudad de Aceite, Johnstown, St. Marys, y Warren así como en los burgos de Universidad Estatal, Brockway, Clearfield, Huntingdon, Bedford, Clarion, Punxsutawney, Tyrone, Ebensburg, Coudersport, y Brookville, entre otras poblaciones.
El 814 es uno de los códigos de área originales establecidos en 1947 y el que abarca una mayor superficie del estado.  Es el único de los cuatro códigos originales que ha pervivido hasta el día de hoy y también uno de los pocos códigos originales que no abarcaban la totalidad del territorio de un estado.

## Condados que usan este código de área
El código de área 814 sirve en veintisiete condados en Pensilvania.
- Condado de Armstrong (parcialmente)
- Condado de Bedford
- Condado de Blair
- Condado de Cambria
- Condado de Cameron
- Condado de Centre   (parcialmente)
- Condado de Clarion(parcialmente)
- Condado de Clearfield
- Condado de Clinton  (parcialmente)
- Condado de Crawford  (parcialmente)
- Condado de Elk
- Condado de Erie
- Condado de Fayette (parcialmente)
- Condado de Forest
- Condado de Fulton (parcialmente)
- Condado de Huntingdon (parcialmente)
- Condado de Indiana (parcialmente)
- Condado de Jefferson
- Condado de McKean
- Condado de Mercer (parcialmente)
- Condado de Mifflin (parcialmente)
- Condado de Potter
- Condado de Somerset
- Condado de Tioga (parcialmente)
- Condado de Venango (parcialmente)
- Condado de Warren
- Condado de Westmoreland (parcialmente)